# Jan Pánek
Jan Pánek (3. května 1842, Uherské Hradiště – 10. ledna 1899, Vídeň, sanatorium prof. Alberta) byl český římskokatolický kněz, profesor Nového zákona na olomoucké teologické fakultě (od r. 1875) a kanovník olomoucké kapituly. Několikrát zastával funkci děkana teologické fakulty v Olomouci.

## Dílo
- Commentarius ad epistolam b. Pauli apostoli ad Hebraeos, Innsbruck 1882.
- Commentarius in duas epistolas b. Pauli apostoli ad Thessalonicenses, Ratisbonae 1886.
- Hermeneutica biblica, Olomouc 1884.